# 渡辺塾国民学校
渡辺塾国民学校（わたなべじゅくこくみんがっこう、1975年11月24日 - ）は、SMA NEET Project所属のピン芸人。血液型B型。身長170cm、体重63kg、B96cm、W80cm、H95cm。
本名：渡辺良太（わたなべ りょうた）。

## 経歴
- 大分県由布市出身。
- 常磐高等学校卒業。
- 2000年10月デビュー。
- 2006年7月29日、エンタの神様（日本テレビ）に「日本あざみ党」名義で出演（後述）。
- 主に所属事務所のライブを中心に活動している。

## 逸話
- 2006年7月29日頃に突然、所属事務所の公式ホームページのプロフィールが変更になった。
  - 以前は、「本名 渡辺　良太（わたなべ　りょうた）、生年月日 1975年11月24日、趣味 サーフィン、特技 無」だったが、現在は「本名 不明、生年月日 不明、趣味 ひとりごと、特技 いやがらせ」となっている。

- エンタの神様に出演してからは、プロフィール表示が「渡辺塾国民学校（日本あざみ党）」となっている。
- 過去に生徒会長金子が手伝いについており、その時に金子の現在の芸風を進めた。
- ライブでは、極めて過激な発言をすることもある。

## 芸風

### 渡辺塾国民学校
- 「教育（間に日の丸）革命」と書かれた赤ジャージを身にまとい、教育者側からの立場で漫談をする。

### 日本あざみ党
- エンタの神様に『「日本あざみ党」党首・渡辺孝太郎』という名前で出演した際には、芸風が政治的演説になり、来ている赤ジャージからも教育という文字が外された。その他にも細かいビジュアルも大きく変更された。しかし、芸風が鳥肌実に酷似している（後述）との声が多く、放送直後から公式ホームページの掲示板で非難の声が寄せられた。出演した2日後の2006年7月31日に、その公式ホームページの掲示板が閉鎖（＝サービス停止）される。

指摘されている鳥肌実との酷似
- 政治演説スタイル
- 「○○で〜ございます」という台詞（「ざ」に強くアクセントが来る）
- 似通ったサングラス
- 右肩に下げた拡声器（演説用マイク）
- きっちり整えた髪
- マイクの持ち方
- 右手に持ったマイク